# Fundació La Mirada
La Fundació La Mirada es va constituir el 4 de maig de 1989 a Sabadell, prenent el nom de les Edicions La Mirada. Els seus objectius són promoure la investigació, l'estudi i la difusió de la literatura i les arts plàstiques, en el període comprès entre final del XIX i la segona meitat del segle xx, a Sabadell.
En aquest sentit, les activitats de la Fundació se centren, primerament, en l'edició de textos originals encara inèdits o dispersos a diaris i revistes d'època i, en segon lloc, en la reedició crítica d'obres actualment introbables i desconegudes del gran públic. Igualment, la Fundació s'encarrega de recollir i divulgar material gràfic, de documentació o de creació, en l'àmbit de les arts plàstiques, com a complement imprescindible per a l'estudi de l'època.
La Fundació va iniciar les activitats editorials amb la represa de la col·lecció Ragtime –encetada el 1984 sota els auspicis editorials de l'Ajuntament de Sabadell–, dedicada prioritàriament a la Colla de Sabadell o Grup de La Mirada. Ha editat, entre d'altres, les cartes d'Armand Obiols a Mercè Rodoreda i diverses obres d'Armand Obiols.
Des de l'estiu del 2004 i fins a inicis de 2009, i gràcies a un conveni amb la Diputació de Barcelona, va tenir de cara al públic una exposició sobre la Colla de Sabadell al Marquet de les Roques, masia d'estil modernista que havia estat casa d'estiueig de la família Oliver.